# När hjärtat talar
När hjärtat talar (engelska: Our Vines Have Tender Grapes) är en amerikansk dramafilm från 1945 i regi av Roy Rowland. Filmen är baserad på George Victor Martins roman med samma namn från 1940, vilken handlar om de norsk-amerikanska invånarna i ett litet jordbrukssamhälle i Wisconsin. I huvudrollerna ses Edward G. Robinson och Margaret O'Brien.

## Rollista i urval
- Edward G. Robinson - Martinius Jacobson
- Margaret O'Brien - Selma Jacobson
- James Craig - Nels 'Editor' Halverson
- Frances Gifford - Viola Johnson
- Agnes Moorehead - Bruna Jacobson
- Morris Carnovsky - Bjorn Bjornson
- Jackie 'Butch' Jenkins - Arnold Hanson
- Sara Haden - Mrs. Bjorn Bjornson
- Greta Granstedt - Mrs. Lars Faraassen
- Dorothy Morris - Ingeborg Jensen
- Arthur Space - Pete Hanson
- Elizabeth Russell - Mrs. Kola Hanson
- Louis Jean Heydt - Lars Faraassen
- Charles B. Middleton - Kurt Jensen
- Francis Pierlot - Fuller Junctions präst